# Гейлсбург (Іллінойс)
Гейлсбург (англ. Galesburg) — місто (англ. city) в США, в окрузі Нокс штату Іллінойс. Населення — 30 052 особи (2020).

## Географія
Гейлсбург розташований за координатами 40°57′1″ пн. ш. 90°22′36″ зх. д. / 40.95028° пн. ш. 90.37667° зх. д. (40.950217, -90.376564).  За даними Бюро перепису населення США в 2010 році місто мало площу 46,43 км², з яких 45,97 км² — суходіл та 0,46 км² — водойми.

### Клімат
| Клімат : Гейлсбург      | Клімат : Гейлсбург | Клімат : Гейлсбург | Клімат : Гейлсбург | Клімат : Гейлсбург | Клімат : Гейлсбург | Клімат : Гейлсбург | Клімат : Гейлсбург | Клімат : Гейлсбург | Клімат : Гейлсбург | Клімат : Гейлсбург | Клімат : Гейлсбург | Клімат : Гейлсбург | Клімат : Гейлсбург |
| Показник                | Січ.               | Лют.               | Бер.               | Квіт.              | Трав.              | Черв.              | Лип.               | Серп.              | Вер.               | Жовт.              | Лист.              | Груд.              | Рік                |
| Абсолютний максимум, °C | 20,0               | 21,7               | 30,0               | 32,8               | 35,0               | 38,9               | 44,4               | 38,9               | 37,8               | 34,4               | 26,1               | 21,1               | 44,4               |
| Середній максимум, °C   | −0,9               | 1,7                | 8,8                | 16,4               | 22,1               | 27,1               | 28,9               | 27,9               | 24,1               | 17,2               | 9,1                | 1,1                | 15,3               |
| Середній мінімум, °C    | −10,3              | −8,2               | −2,2               | 4,6                | 10,6               | 16,3               | 18,4               | 17,3               | 12,2               | 5,6                | −1,2               | −7,7               | 4,6                |
| Абсолютний мінімум, °C  | −32,8              | −33,3              | −25,6              | −12,8              | −4,4               | 2,2                | 5,6                | 5,0                | −7,2               | −8,3               | −21,1              | −30                | −33,3              |
| Норма опадів, мм        | 38                 | 41                 | 70                 | 94                 | 113                | 109                | 111                | 101                | 88                 | 70                 | 73                 | 58                 | 968                |
| Днів з опадами          | 7,8                | 7,0                | 9,3                | 11,0               | 11,3               | 9,4                | 8,9                | 9,3                | 7,8                | 9,1                | 8,8                | 9,0                | 108,7              |
| Днів зі снігом          | 4,9                | 3,5                | 1,3                | 0,1                | 0                  | 0                  | 0                  | 0                  | 0                  | 0                  | 0,7                | 3,8                | 14,3               |
| ----------------------- | ------------------ | ------------------ | ------------------ | ------------------ | ------------------ | ------------------ | ------------------ | ------------------ | ------------------ | ------------------ | ------------------ | ------------------ | ------------------ |
| Джерело: NOAA           |                    |                    |                    |                    |                    |                    |                    |                    |                    |                    |                    |                    |                    |

## Демографія
Згідно з переписом 2010 року, у місті мешкало 32 195 осіб у 13 008 домогосподарствах у складі 7236 родин. Густота населення становила 693 особи/км².  Було 14280 помешкань (308/км²).
Расовий склад населення:
| - 81,1 % — білих - 11,5 % — чорних або афроамериканців - 0,9 % — азіатів - 0,2 % — корінних американців - 2,9 % — осіб інших рас |

До двох чи більше рас належало 3,3 %. Частка іспаномовних становила 6,9 % від усіх жителів.
За віковим діапазоном населення розподілялося таким чином: 19,7 % — особи молодші 18 років, 62,2 % — особи у віці 18—64 років, 18,1 % — особи у віці 65 років та старші. Медіана віку мешканця становила 39,7 року. На 100 осіб жіночої статі у місті припадало 101,9 чоловіків;  на 100 жінок у віці від 18 років та старших — 100,8 чоловіків також старших 18 років.
Середній дохід на одне домашнє господарство  становив 46 042 долари США (медіана — 32 962), а середній дохід на одну сім'ю — 59 318 доларів (медіана — 47 836). Медіана доходів становила 40 722 долари для чоловіків та 28 174 долари для жінок. За межею бідності перебувало 24,6 % осіб, у тому числі 40,1 % дітей у віці до 18 років та 9,0 % осіб у віці 65 років та старших.
Цивільне працевлаштоване населення становило 12 084 особи. Основні галузі зайнятості: освіта, охорона здоров'я та соціальна допомога — 33,2 %, роздрібна торгівля — 14,9 %, виробництво — 11,1 %.

## Відомі особистості
- Народилися:
  - Дороті Теннін (1910-2012) — американська художниця та письменниця-фантаст.
- Померли:
  - Джулія Абігейл Флетчер Карні (1823 - 1908) — американська педагогиня, поетеса, письменниця та редакторка.